# Linaprazán
El linaprazán es un fármaco experimental para el tratamiento de la enfermedad por reflujo gastroesofágico (ERGE). A diferencia de los inhibidores de la bomba de protones (IBPs) que se utilizan habitualmente para tratar la ERGE, el linaprazán es un antiácido potasio-competitivo. El linaprazán fue desarrollado por AstraZeneca, pero no tuvo éxito en los ensayos clínicos.
El medicamento fue luego autorizado a Cinclus Pharma, que ahora está investigando el glutarato de linaprazán, un profármaco de linaprazán que se espera que tenga una vida media biológica más larga que el propio linaprazán.

Estructura química del glutarato de linaprazán.